# Sistematika zmija
Ova sistematika zmija dijeli zmije (Serpentes) u tri natporodice, 18 porodica i 2924 vrsta. 

## Porodica  Anomalepidae
- rod Anomalepis

- vrste: A. aspinosus, A. colombia, A. flavapices, A. mexicanus

- rod Helminthophis

- vrste: H. flavoterminatus, H. frontalis, H. praeocularis

- rod Liotyphlops

- vrste: L. albirostris, L. anops, L. argaleus, L. beui, L. schubarti, L. ternetzii, L. wilderi

- rod Typhlophis

- vrste: T. ayarzaguenai, T. squamosus

## Porodica Typhlopidae
- rod Acutotyphlops

- vrste: A. infralabialis, A. kunuaensis, A. solomonis, A. subocularis

- rod Cyclotyphlops

- vrste: C. deharvengi

- rod  Ramphotyphlops

- vrste: R. acuticauda, R. affinis, R. albiceps, R. angusticeps, R. aspina, R. australis, R. batillus, R. bituberculatus, Ramphotyphlops braminus, R. broomi, R. centralis, R. chamodracaena, R. cumingii, R. depressus, R. diversus, R. endoterus, R. erycinus, R. exocoeti, R. flaviventer, R. ganei, R. grypus, R. guentheri, R. hamatus, R. howi, R. kimberleyensis, R. leptosoma, R. leucoproctus, R. ligatus, R. lineatus, R. longissimus, R. lorenzi, R. margaretae, R. melanocephalus, R. micromma, R. minimus, R. multilineatus, R. nema, Ramphotyphlops nigrescens, R. nigroterminatus, R. olivaceus, R. pilbarensis, R. pinguis, R. polygrammicus, R. proximus, R. robertsi, R. silvia, R. similis, R. splendidus, R. suluensis, R. supranasalis, R. tovelli, R. troglodytes, R. unguirostris, R. waitii, R. wiedii, R. willeyi, R. yampiensis, R. yirrikalae

- rod Rhinotyphlops

- vrste: R. acutus, R. anomalus, R. ataeniatus, R. boylei (Boylesov Rhinotyphlops), R. caecus, R. crossii, R. debilis, R. episcopus, R. erythraeus, R. feae, R. gracilis, R. graueri, R. kibarae, R. lalandei (De Lalandov Rhinotyphlops), R. leucocephalus, R. lumbriciformis, R. newtoni, R. nigrocandidus, R. pallidus, R. praeocularis, R. rufescens, Rhinotyphlops schinzi, R. schlegelii (Schlegelov Rhinotyphlops,  R. scortecci, R. simoni (Israelski Rhinotyphlops), R. somalicus, R. stejnegeri, R. sudanensis, R. unitaeniatus, R. wittei

- rod Typhlops

- vrste: T. ahsanai, T. albanalis, T. amoipira, T. andamanesis, T. angolensis, T. annae, T. arenarius, T. ater, T. beddomii, T. bibronii (Bibronov Typhlops), T. biminiensis, T. bisubocularis, T. blanfordii, T. bothriorhynchus, T. brongersmianus, T. caecatus, T. canlaonensis, T. capensis, T. capitulatus, T. cariei, T. castanotus, T. catapontus, T. caymanensis, T. collaris, T. comorensis, T. congestus, T. conradi, T. costaricensis, T. cuneirostris, T. decorosus, T. decorsei, T. depressiceps, T. diardii (Diardov Typhlops), T. disparilis, T. domerguei, T. dominicanus, T. elegans, T. epactius, T. etheridgei, T. exiguus, T. filiformis, T. fletcheri, T. floweri, T. fornasinii (Fornasinsov Typhlops), T. fredparkeri, T. fuscus, T. giadinhensis, T. gierrai, T. gonavensis, T. granti, T. hectus, T. hedraeus, T. hypogius, T. hypomethes, T. hypsobothrius, T. inornatus, T. jamaicensis (Jamajka Typhlops), T. jerdoni, T. khoratensis, T. klemmeri (Klemmersov Typhlops), T. koekkoeki, T. koshunensis, T. kraali, T. lankaensis, T. lehneri (Lehnerov Typhlops), T. leucomelas, T. leucostictus, T. lineolatus, T. longissimus, T. loveridgei, T. lumbricalis, T. luzonensis, T. mackinnoni, T. madagascariensis, T. madgemintonai, T. malcolmi, T. manilae, T. manni, T. marxi, T. mcdowelli (McDowellov Typhlops), T. meszoelyi, T. microcephalus, T. microstomus, T. minuisquamus, T. mirus, T. monastus, T. monensis, T. mucronatus, T. muelleri (Indonezijski Typhlops),  T. oatesii, T. obtusus (vitki Typhlops), T. ocularis, T. oligolepis, T. pammeces, T. paucisquamus, T. platycephalus, T. platyrhynchus, T. porrectus, T. punctatus, T. pusillus, T. reticulatus, T. reuteri, T. richardi, T. rondoensis, T. rostellatus, T. roxaneae, T. ruber, T. ruficaudus, T. schmidti, T. schmutzi, T. schwartzi, T. siamensis (Sijamski Typhlops), T. socotranus, T. stadelmani, T. steinhausi, T. sulcatus, T. syntherus, T. tasymicris, T. tenebrarum, T. tenuicollis, T. tenuis, T. tetrathyreus, T. thurstoni, T. tindalli, T. titanops, T. trangensis, T. trinitatus, T. uluguruensis, T. unilineatus, T. veddae, T. vermicularis (Europski Typhlops), T. verticalis, T. violaceus, T. wilsoni, T. yonenagae, T. zenkeri

- rod Xenotyphlops

- vrsta: X. grandidieri

## Porodica Leptotyphlopidae
- rod Leptotyphlops

- vrste: L. adleri, L. affinis, L. albifrons, L. albipuncta, L. albiventer, L. alfredschmidti, L. algeriensis (Alžirski Leptotyphlops), L. anthracinus, L. asbolepis, L. australis, L. bicolor, L. bilineatus, L. blanfordi, L. borapeliotes, L. borrichianus, L. boueti, L. boulengeri, L. brasiliensis, L. bressoni, L. brevicaudus (Kratkorepi Leptotyphlops), L. brevissimus, L. broadleyi, L. burii, L. cairi (Egipatski Leptotyphlops), L. calypso, L. collaris, L. columbi, L. conjunctus, L. cupinensis, L. debilis, L. diaplocius, L. dimidiatus, L. dissimilis, L. distanti, L. drewesi, L. dugandi, L. dulcis (Teksaški Leptotyphlops), L. emini, L. filiformis, L. goudotii, L. gracilior, L. guayaquilensis, L. humilis (Zapadni Leptotyphlops), L. jacobseni, L. joshuai, L. koppesi, L. labialis, L. leptipilepta, L. longicaudus, L. macrolepis, L. macrops, L. macrorhynchus, L. macrurus, L. maximus, L. melanotermus, L. melanurus, L. munoai, L. narirostris, L. nasalis, L. natatrix, L. nicefori, L. nigricans (crni Leptotyphlops), L. nursii, L. occidentalis (zapadnoafrički Leptotyphlops), L. parkeri, L. pembae, L. perreti, L. peruvianus, L. phillipsi, L. pungwensis, L. pyrites, L. reticulatus, L. rostratus, L. rubrolineatus, L. rufidorsus, L. salgueiroi, L. scutifrons, L. septemstriatus, L. signatus, L. striatula, L. subcrotillus, L. sundewalli, L. sylvicolus, L. teaguei, L. telloi, L. tenellus, L. tesselatus, L. tricolor, L. undecimstriatus, L. unguirostris, L. vellardi, L. weyrauchi, L. wilsoni

- rod Rhinoleptus

- vrsta R. koniagui

## Porodica Aniliidae /Ilysiidae
- rod Anilius

- vrste: A. s. scytale (koraljna zmija), A. s. phelpsorum

## Porodica  Anomochilidae
- rod  Anomochilus

- vrste: A. leonardi, A. weberi

## Porodica kržljonoške (Boidae)

### Potporodica  udavke (Boinae)
- rod Madagaskarske udavke Acrantophis

- vrste: A. dumerili (Dumerilsova udavka), A. madagascariensis (Madagaskarska udavka)

- rod Boe Boa

- vrste: B. constrictor

- rod Pazifičke boe Candoia

- vrste: C. aspera (Pazifička boa ljutica), C. bibroni (Pazifička drvena boa), C. carinata (Pazifička boa)

- rod  Corallus

- vrste: C. annulatus, Corallus caninus, C. cookii , C. cropanii, C. hortulanus, C. ruschenbergerii

- rod vitke boe Epicrates

- vrste: E. angulifer (Kubanska vitka boa), E. cenchria (boa duginih boja), E. chrysogaster, E. exsul, E. fordii (Fordsova boa), E. gracilis (Dominikanska vitka boa), E. inornatus (Portorikanska boa), E. monensis, E. striatus, E. subflavus (Jamajkanska vitka boa)

- rod Anakonde Eunectes

- vrste: E. beniensis , E. deschauenseei, E. murinus (velika anakonda), E. notaeus (žuta anakonda)

- rod  Sanzinia

- vrste: Sanzinia madagascariensis

### Potporodica  pješčane boe (Erycinae)
- rod Calabaria

- vrste: C. reinhardtii

- rod Charina

- vrste: C. bottae, Charina trivirgata

- red Eryx

- vrste: E. elegans, E. jaculus (zapadna pješčana boa), E. jayakari, E. johnii (Indijska pješčana boa), E. miliaris (pustinjska pješčana boa), E. somalicus (Somalijska pješčana boa), E. tataricus (velika pješčana boa), E. whitakeri

- rod Gongylophis

- vrste: G. colubrinus (egipatska pješčana boa), G. conicus, G. muelleri

### Potporodica  pitoni (Pythoninae)
- rod crnoglavi pitoni Aspidites

- vrste: A. melanocephalus (Crnoglavi piton), A. ramsayi

- rod južni pitoni Antaresia

- vrste: A. childreni, A. maculosa, A. perthensis, A. stimsoni

- rod Papuanski pitoni Apodora

- vrste: A. papuana (Papuanski piton)

- rod: patuljasti pitoni Bothrochilus

- vrsta: B. boa (patuljasti piton)

- rod: bjelousti pitoni Leiopython

- vrsta: L. albertisii (Bjelousti piton)

- rod: vodeni pitoni Liasis

- vrste: L. fuscus (Smeđi vodeni piton), L. mackloti (Timorski vodeni piton), L. olivaceus (Maslinastosmeđi vodeni piton)

- rod: Morelia

- vrste: M. amethistina (Ametistni piton), M. boeleni, M. bredli, M. carinata, M. clastolepis , M. kinghorni, M. nauta, M. oenpelliensis, M. spilota (Dijamantni piton), M. tracyae, M. viridis (Zeleni drveni piton)

- rod: Pravi pitoni Python

- vrste: P. anchietae (Angolski piton), P. curtus (Šareni piton), P. molurus (Tigrasti piton), P. natalensis (Natalski stijenski piton), P. regius (Kraljevski piton), P. reticulatus (Mrežasti piton), P. sebae (Stijenski piton), P. timoriensis (Timorski piton)

## Porodica Bolyeridae
- rod Bolyeria

- vrste: Bolyera multocarinata

- rod Casarea

- vrste: C. dussumieri (Mauricijuska boa)

## Porodica Cylindrophiidae
- rod Cylindrophis

- vrste: C. aruensis, C. boulengeri, C. engkariensis, C. isolepis, C. lineatus, C. maculatus (Cejlonska Cylindrphiidae), C. melanotus, C. opisthorhodus, C. ruffus (Crvena Cylindrophiidae), C. yamdena

## Porodica  Loxocemidae
- rod Loxocemus

- vrste: Loxocemus bicolor

## Porodica  Tropidophiidae

### Potporodica Tropidophiinae
- red Trachyboa

- vrste: T. boulengeri, T. gularis

- rod Tropidophis

- vrste: T. battersbyi, T. canus (Bahamski Tropidophis), T. caymanensis (Tropidophis Kajmanskih otoka), T. celiae, T. feicki, T. fuscus (smeđi Tropidophis), T. greenwayi , T. haetianus (Haiti Tropidophis), T. hendersoni, T. maculatus (pjegavi Tropidophis), T. melanurus (Kubanski Tropidophis), T. morenoi , T. nigriventris, T. pardalis (Leoparski Tropidophis), T. paucisquamis (Brasilski Tropidophis), T. pilsbryi, T. semicinctus, T. spiritus, T. taczanowskyi (Ekvadorski Tropidophis), T. wrighti

### Potporodica Ungaliophiinae
- rod Exiliboa

- vrste E. placata

- rod Ungaliophis

- vrste: U. continentalis, U. panamensis

### Potporodica Xenophidioninae
- rod Xenophidion

- vrste: X. acanthognathus, X. schaeferi (Šeferov Xenophidion)

## Porodica  Uropeltidae
- rod Brachyophidium

- vrste: B. rhodogaster

- rod Melanophidium

- vrste: M. bilineatum, M. punctatum, M. wynaudense

- rod Platyplectrurus

- vrste: P. madurensis, P. trilineatus

- rod Plectrurus

- vrste: P. aureus, P. canaricus, P. guentheri, P. perroteti

- rod Pseudotyphlops

- vrste: P. philippinus

- rod Rhinophis

- vrste: R. blythii, R. dorsimaculatus, R. drummondhayi, R. fergusonianus, R. oxyrhynchus, R. philippinus, R. porrectus, R. punctatus, R. sanguineus, R. travancoricus, R. trevelyana, R. tricolorata

- rod Teretrurus

- vrste: T. sanguineus

- rod Uropeltis

- vrste: U. arcticeps, U. beddomii, U. broughami, U. ceylanicus (Cejlonski Uropeltis), U. dindigalensis, U. ellioti, U. liura, U. macrolepis, U. macrorhynchus, U. maculatus, U. melanogaster, U. myhendrae, U. nitidus, U. ocellatus (pjegavi Uropeltis), U. petersi (Petersov Uropeltis), U. phillipsi, U. phipsonii, U. pulneyensis, U. rubrolineatus, U. rubromaculatus, U. ruhunae, U. smithi, U. woodmasoni

## Porodica  Xenopeltidae
- rod Xenopeltis

- vrste: X. hainanensis, X. unicolor

## Porodica Acrochordidae
- rod Acrochordus

- vrste: A. arafurae, A. granulatus (Indijski Acrochordus), A. javanicus (Javanski Acrochordus)

## Porodica Erdvipern (Atractaspididae)

### Potporodica Atractaspidinae
- rod Atractaspis

- vrste: A. aterrima (vitki Atractaspis), A. battersbyi, A. bibronii, A. boulengeri (centralnoafrički Atractaspis), A. coalescens (crni Atractaspis), A. congica (Kongoanski Atractaspis), A. corpulenta, A. dahomeyensis (Dahomejski Atractaspis), A. duerdeni, A. engaddensis, A. engdahli, A. fallax, A. irregularis, A. leucomelas (Ogadenski Atractaspis), A. microlepidota, A. micropholis, A. reticulata (mrežasti Atractaspis), A. scorteccii (Somalijski Atractaspis)

### Potporodica Aparallactinae
- rod Amblyodipsas

- vrste: A. concolor (Natalski Amblyodipsas), A. dimidiata, A. katangensis, A. microphthalma (istočni Amblyodipsas), A. polylepis (obični Amblyodipsas), A. rodhaini, A. teitana, A. unicolor, A. ventrimaculata (Kalahari Amblyodipsas)

- rod Aparallactus

- vrste: A. capensis (Kap Aparallactus), A. guentheri (crni Aparallactus), A. jacksonii, A. lineatus, A. lunulatus (mrežastiAparallactus), A. modestus, A. moeruensis, A. niger, A. nigriceps (Mosambički Aparallactus), A. turneri, A. werneri

- rod Brachyophis

- vrste: B. revoili

- rod Chilorhinophis

- vrste: C. butleri, C. carpenteri, C. gerardi

- rod Macrelaps

- vrste: M. microlepidotus

- rod Polemon

- vrste: P. acanthias, P. barthii, P. bocourti, P. christyi, P. collaris, P. fulvicollis, P. gabonensis (Gabonski Polemon), P. gracilis, P. griseiceps, P. leopoldi, P. neuwiedi, P. notatum, P. robustus

- rod Xenocalamus

- vrste: X. bicolor (dvobojni Xenocalamus), X. mechowii, X. michellii, X. sabiensis, X. transvaalensis (Transvaalski Xenocalamus)

- rod Hypoptophis

- vrste: H. wilsoni

- rod Micrelaps

- vrste: M. bicoloratus, M. muelleri, M. vaillanti

- rod Elapotinus

- vrste: E. picteti

## Porodica guževi (Colubridae)

### Potporodica Xenodermatinae
- rod Achalinus

- vrste: A. ater, A. formosanus, A. hainanus, A. jinggangensis, A. meiguensis, A. niger, A. rufescens, A. spinalis, A. werneri

- rod Fimbrios

- vrste: F. klossi

- rod Oxyrhabdium

- vrste: O. leporinum, O. modestum

- rod Stoliczkaia

- vrste: S. borneensis, S. khasiensis

- rod Xenodermus

- vrste: X. javanicus (Javanski Xenodermus)

- rod Xylophis

- vrste: X. perroteti, X. stenorhynchus

### Potporodica Pareatinae
- red Aplopeltura

- vrste: Aplopeltura boa

- rod Asthenodipsas
- rod Azijski Pareas Pareas

- vrste: P. boulengeri, P. carinatus, P. chinensis (kineski Pareas), P. formosensis, P. hamptoni, P. iwasakii, P. macularius, P. margaritophorus, P. monticola (brdski Pareas), P. nuchalis, P. stanleyi, P. vertebralis

### Potporodica Calamariinae
- red Calamaria

- vrste: C. abstrusa, C. acutirostris, C. albiventer, C. alidae, C. apraeocularis, C. battersbyi, C. bicolor (dvobojna Calamaria), C. bitorques, C. boesemani, C. borneensis (Borneo Calamaria), C. brongersmai, C. buchi, C. ceramensis, C. crassa, C. curta, C. doederleini, C. eiselti, C. everetti, C. forcarti, C. gervaisii, C. grabowskyi, C. gracillima, C. griswoldi, C. hilleniusi, C. javanica (Javanska Calamaria), C. joloensis, C. lateralis, C. leucogaster, C. linnaei, C. lovii, C. lumbricoidea, C. lumholtzi, C. margaritophora, C. mecheli, C. melanota, C. modesta, C. muelleri, C. nuchalis, C. palavanensis, C. pavimentata, C. pfefferi, C. prakkei, C. rebentischi, C. schlegelii, C. schmidti, C. septentrionalis, C. suluensis, C. sumatrana (Sumatranska Calamaria), C. ulmeri, C. virgulata, C. yunnanensis

- rod Calamorhabdium

- vrste: C. acuticeps, C. kuekenthali

- rod Collorhabdium

- vrste: C. williamsoni (brdski Collorhabdium)

- rod Etheridgeum

- vrste: E. pulchrum

- rod Macrocalamus

- vrste: M. gentingensis, M. jasoni, M. lateralis (Prugasti planinski Macrocalamus), M. schulzi, M. tweediei

- rod Pseudorabdion

- vrste: P. albonuchalis, P. ater, P. collaris, P. eiselti, P. longiceps, P. mcnamarae, P. montanum, P. oxycephalum, P. sarasinorum, P. saravacense, P. talonuran, P. taylori

- rod Rabdion

- vrste: R. forsteni

### Potporodica Homalopsinae
- rod Bitia

- vrste: B. hydroides

- red Cantoria

- vrste: C. annulata, Cantoria violacea

- red Cerberus

- vrste: C. microlepis, Cerberus rynchops

- red Enhydris

- vrste: E. albomaculata, E. alternans, E. bennettii, E. bocourti, E. chinensis (Kineski Enhydris), E. doriae, E. dussumieri, E. enhydris (prugasti Enhydris), E. indica (Indijski Enhydris), E. innominata, E. jagorii, E. longicauda, E. maculosa, E. matannensis, E. pahangensis, E. pakistanica (Pakistanski Enhydris), E. plumbea, E. polylepis, E. punctata (pjegavi Enhydris), E. sieboldi, E. smithi

- rod Erpeton

- vrste: Erpeton tentaculatum

- rod Fordonia

- vrste: F. leucobalia

- rod Gerarda

- vrste: G. prevostiana

- rod Heurnia

- vrste: H. ventromaculata

- rod Homalopsis

- vrste: H. buccata

- rod Myron

- vrste: M. richardsonii

- rod Brachyorrhos

- vrste: B. albus

### Potporodica Boodontinae
- rod Boaedon
- rod Bothrolycus

- vrste: B. ater

- rod Bothrophthalmus

- vrste: B. lineatus (prugasti Bothrophthalmus)

- rod Chamaelycus

- vrste: C. christyi, C. fasciatus, C. parkeri, C. werneri

- rod Dendrolycus

- vrste: D. elapoides

- rod Dipsina

- vrste: Dipsina multimaculata

- rod Dromophis

- vrste: D. lineatus, D. praeornatus

- rod Gonionotophis

- vrste: G. brussauxi, G. grantii, G. klingi

- rod Grayia

- vrste: G. caesar, G. ornata, G. smythii, G. tholloni

- rod Hormonotus

- vrste: H. modestus

- rod Južnoafrička kućna zmija Lamprophis

- vrste: L. abyssinicus, L. aurora (Aurora kućna zmija), L. erlangeri, L. fiskii, L. fuliginosus (smeđa kućna zmija), L. fuscus, L. geometricus (Sejšelska kućna zmija), L. guttatus (pjegava kućna zmija), L. inornatus, L. lineatus, L. maculatus, L. olivaceus, L. swazicus, L. virgatus

- rod Lycodonomorphus

- vrste: L. bicolor, L. laevissimus, L. leleupi, L. rufulus (smeđi Lycodonomorphus), L. subtaeniatus, L. whytii

- rod  Lycophidion

- vrste: L. acutirostre, L. albomaculatum, L. capense (Kapski Lycophidion), L. depressirostre, L. hellmichi, L. irroratum, L. laterale, L. meleagris, L. namibianum (Namibijski Lycophidion), L. nanus, L. nigromaculatum, L. ornatum, L. pygmaeum, L. semiannule (istočni Lycophidion), L. semicinctum, L. taylori, L. uzungwense, L. variegatum

- rod Kapuzennattern Macroprotodon

- vrste: M. cucullatus

- rod Mehelya

- vrste: M. capensis (Kapska Mehelya), M. crossi, M. egbensis, M. guirali, M. laurenti, M. nyassae (crna Mehelya,  M. poensis, M. riggenbachi, M. stenophthalmus, M. vernayi (Angolska Mehelya)

- rod Pseudaspis

- vrste: Pseudaspis

- rod Pseudoboodon

- vrste: P. boehmei, P. gascae, P. lemniscatus

- rod Pythonodipsas

- vrste: P. carinata (zapadni Pythonodipsas)

- rod Scaphiophis

- vrste: S. albopunctatus, S. raffreyi

- rod Buhoma

- vrste: B. depressiceps, B. procterae, B. vauerocegae

- rod Duberria

- vrste: D. lutrix (obična Duberria), D. variegata (šarena Duberria)

- rod Montaspis

- vrste: M. gilvomaculata

### Potporodica Pseudoxyrhophiinae
- rod Alluaudina

- vrste: A. bellyi, A. mocquardi

- rod Compsophis

- vrste: C. albiventris

- rod Ditypophis

- vrste: D. vivax

- rod Dromicodryas

- vrste: D. bernieri, D. quadrilineatus

- rod Exallodontophis

- vrste: E. albignaci

- rod Geodipsas

- vrste: G. boulengeri, G. infralineata, G. laphystia, G. vinckei, G. zeny

- rod Heteroliodon

- vrste: H. lava, H. occipitalis

- rod Ithycyphus

- vrste: I. blanci, I. goudoti, I. miniatus, I. oursi, I. perineti

- rod Langaha

- vrste: L. alluaudi, L. madagascariensis, L. pseudoalluaudi

- rod Leioheterodon

- vrste: L. geayi, L. madagascariensis, L. modestus

- rod Liophidium

- vrste: L. apperti, L. chabaudi, L. mayottensis, L. rhodogaster, L. therezieni, L. torquatum, L. trilineatum, L. vaillanti

- rod Liopholidophis

- vrste: L. dolichocercus, L. epistibes, L. grandidieri, L. infrasignatus, L. lateralis, L. rhadinaea, L. sexlineatus, L. stumpffi, L. varius

- rod Lycodryas

- vrste: L. maculatus, L. sanctijohannis

- rod Madagascarophis

- vrste: M. citrinus, M. colubrinus, M. meridionalis, M. ocellatus

- rod Micropisthodon

- vrste: M. ochraceus

- rod Pararhadinaea

- vrste: P. melanogaster

- rod Brygophis

- vrste: B. coulangesi

- rod Pseudoxyrhopus

- vrste: P. ambreensis, P. analabe, P. ankafinaensis, P. heterurus, P. imerinae, P. kely, P. microps, P. oblectator, P. quinquelineatus, P. sokosoko, P. tritaeniatus

- rod Stenophis

- vrste: S. arctifasciatus, S. betsileanus, S. capuroni, S. carleti, S. citrinus, S. gaimardi, S. granuliceps, S. guentheri, S. iarakaensis, S. inopinae, S. inornatus, S. jaosoloa, S. pseudogranuliceps, S. tulearensis, S. variabilis

### Potporodica Colubrinae
- rod Aeluroglena

- vrste: A. cucullata

- rod Ahaetulla

- vrste: A. dispar, A. fasciolata (pjegava Ahaetulla), A. fronticincta, A. mycterizans, A. nasuta, A. perroteti, A. prasina (zelena Ahaetulla), A. pulverulenta

- rod Argyrogena

- vrste: A. fasciolata

- rod Arizona

- vrste: A. elegans

- rod Bogertophis

- vrste: B. rosaliae, B. subocularis

- rod Boiga

- vrste: B. andamanensis, B. angulata, B. barnesii, B. beddomei, B. bengkuluensis, B. blandingii, B. ceylonensis, B. cyanea (zelena Boiga), B. cynodon, B. dendrophila (Boiga mangrovskih šuma), B. dightoni, B. drapiezii, B. forsteni, B. gokool, B. guangxiensis, B. irregularis (smeđa Boiga), B. jaspidea, B. kraepelini, B. multifasciata, B. multomaculata (pjegava Boiga), B. nigriceps (crvena Boiga), B. nuchalis, B. ocellata, B. ochracea, B. philippina, B. pulverulenta, B. quincunciata, B. saengsomi, B. schultzei, B. tanahjampeana, B. trigonata, B. wallachi

- rod Cemophora

- vrste: Cemophora coccinea

- rod Chilomeniscus

- vrste: C. savagei, C. stramineus

- rod Chionactis

- vrste: C. occipitalis, C. palarostris, C. saxatilis

- rod Chironius

- vrste: C. bicarinatus, C. carinatus, C. exoletus, C. flavolineatus, C. fuscus,  C. grandisquamis, C. laevicollis, C. laurenti, C. monticola, C. multiventris, C. quadricarinatus, C. scurrulus, C. vincenti

- rod Chrysopelea

- vrste: C. ornata, C. paradisi, C. pelias, C. rhodopleuron, C. taprobanica

- rod Coelognathus

- vrste: C. erythrurus, C. helenus, C. philippinus, C. radiatus, C. subradiatus, C. flavolineatus

- rod Coluber

- vrste: C. algirus, C. atayevi, C. bholanathi, C. brevis, C. constrictor, C. cypriensis, C. dorri, C. elegantissimus, C. florulentus (Egipatski Coluber), C. gracilis, C. hippocrepis, C. insulanus, C. jugularis, C. karelini, C. largeni, C. manseri, C. messanai, C. mormon, C. najadum, C. nummifer, C. ravergieri, C. rhodorachis, C. rogersi, C. rubriceps (crvenkasti Coluber), C. schmidtleri, C. scortecci, C. sinai (Sinajski Coluber), C. smithi, C. socotrae, C. somalicus, C. taylori, C. thomasi, C. variabilis, C. ventromaculatus (pjegavi Coluber), C. vittacaudatus, C. zebrinus

- rod Conopsis

- vrste: C. amphisticha, C. biserialis, C. conica, C. lineata, C. megalodon, C. nasus

- rod Coronella

- vrste: C. austriaca, C. brachyura, C. girondica

- rod Crotaphopeltis

- vrste: C. barotseensis, C. braestrupi, C. degeni, C. hippocrepis, C. hotamboeia, C. tornieri

- rod Cryptophidion
- rod Cyclophiops

- vrste: C. doriae, C. major, C. multicinctus, C. semicarinatus

- rod Dasypeltis

- vrste: D. atra, D. fasciata, D. inornata, D. medici, D. scabra (obični Dasypeltis)

- rod Dendrelaphis

- vrste: D. bifrenalis, D. calligastra, D. caudolineatus, D. cyanochloris, D. formosus, D. gastrostictus, D. gorei, D. grandoculis, D. humayuni, D. inornatus, D. lorentzi, D. ngansonensis, D. oliveri, D. papuensis, D. pictus, D. punctulata, D. salomonis, D. striatus, D. subocularis, D. tristis

- rod Dendrophidion

-  : D. bivittatus, D. boshelli, D. brunneus, D. dendrophis, D. nuchale, D. paucicarinatus, D. percarinatus, D. vinitor

- rod Dinodon

- vrste: D. flavozonatum, D. gammiei, D. orientale, D. rosozonatum, D. rufozonatum, D. semicarinatum, D. septentrionalis

- rod Dipsadoboa

- vrste: D. aulica, D. brevirostris, D. duchesnei, D. elongata, D. flavida, D. shrevei, D. underwoodi, D. unicolor, D. viridis, D. weileri, D. werneri

- rod Dispholidus

- vrste: D. typus (Afrička drvna zmija)

- rod Dryadophis

- vrste: D. cliftoni, D. dorsalis, D. melanolomus

- rod Drymarchon

- vrste: D. caudomaculatus, D. corais, D. couperi, D. melanurus

- rod Drymobius

- vrste: D. chloroticus, D. margaritiferus,  D. melanotropis, D. rhombifer

- rod Drymoluber

- vrste: D. brazili, D. dichrous

- rod Dryocalamus

- vrste: D. davisonii, D. gracilis, D. nympha, D. philippinus, D. subannulatus, D. tristrigatus

- rod Dryophiops

- vrste: D. philippina, D. rubescens

- rod Eirenis

- vrste: E. africana, E. aurolineatus, E. barani, E. collaris, E. coronella, E. decemlineata, E. eiselti, E. hakkariensis, E. levantinus, E. lineomaculatus, E. mcmahoni, E. medus, E. modestus, E. punctatolineatus, E. rechingeri, E. rothii, E. thospitis

- rod Elachistodon

- vrste: E. westermanni

- rod Elaphe

- vrste: E. anomala, E. bimaculata, E. carinata, E. climacophora, E. davidi, E. dione, E. quadrivirgata, E. quatuorlineata, E. sauromates, E. schrenckii

- rod Euprepiophis

- vrste: E. conspicillatus, E. mandarinus, E. perlaceus

- rod Exallodontophis

- vrste: E. albignaci

- rod Ficimia

- vrste: F. hardyi, F. olivacea, F. publia (Yucatanska Ficimia), F. ramirezi, F. ruspator, F. streckeri (Meksička Ficimia), F. variegata

- rod Gastropyxis

- vrste: G. smaragdina

- rod Geagras

- vrste: G. redimitus

- rod Gonyophis

- vrste: G. margaritatus (Dugin Gonyophis)

- rod Gonyosoma

- vrste: G. jansenii (Celebeški jansenii), G. oxycephalum

- rod Gyalopion

- vrste: G. canum, G. quadrangulare

- rod Hapsidophrys

- vrste: H. lineatus

- rod Hierophis

- vrste: H. caspius, H. gemonensis, H. gyarosensis, H. schmidti, H. spinalis, H. viridiflavus

- rod: Lampropeltis

- vrste: L. alterna, L. calligaster, L. getula, L. mexicana, L. pyromelana, L. ruthveni, L. triangulum, L. zonata

- rod Leptodrymus

- vrste: L. pulcherrimus

- rod Leptophis

- vrste: L. ahaetulla, L. cupreus, L. depressirostris, L. diplotropis, L. mexicanus,L. modestus, L. nebulosus, L. riveti, L. santamartensis, L. stimsoni

- rod Lepturophis

- vrste: L. albofuscus, L. borneensis

- rod Liopeltis

- vrste: L. calamaria, L. frenatus, L. herminae, L. philippinus, L. rappi, L. stoliczkae, L. tricolor

- rod Lycodon

- vrste: L. alcalai, L. aulicus, L. bibonius, L. butleri, L. capucinus, L. cardamomensis, L. chrysoprateros, L. dumerili, L. effraenis, L. fasciatus, L. fausti, L. ferroni, L. flavomaculatus, L. jara, L. kundui, L. laoensis (Laoski Lycodon), L. mackinnoni, L. muelleri, L. osmanhilli, L. paucifasciatus, L. ruhstrati, L. solivagus, L. stormi, L. striatus, L. subcinctus, L. tessellatus, L. tiwarii, L. travancoricus, L. zawi

- rod Lycognathophis

- vrste: L. seychellensis

- rod Lytorhynchus

- vrste: L. diadema (Okrunjeni Lytorhynchus), L. gasperetti, L. kennedyi, L. maynardi, L. paradoxus, L. ridgewayi

- rod Masticophis

- vrste: M. anthonyi, M. aurigulus, M. bilineatus, M. flagellum, M. lateralis, M. lineolatus, M. mentovarius, M. schotti, M. taeniatus

- rod Mastigodryas

- vrste: M. amarali, M. bifossatus, M. boddaerti, M. bruesi, M. danieli, M. heathii, M. pleei, M. pulchriceps, M. sanguiventris

- rod Meizodon

- vrste: M. coronatus, M. krameri, M. plumbiceps, M. regularis, M. semiornatus

- rod Oocatochus

- vrste: O. rufodorsatus

- rod Oligodon

- vrste: O. affinis, O. albocinctus, O. ancorus, O. annulifer, O. arnensis, O. barroni, O. bitorquatus (Javanski Oligodon), O. brevicauda, O. catenata, O. chinensis, O. cinereus, O. cruentatus, O. cyclurus, O. dorsalis, O. durheimi, O. eberhardti, O. erythrogaster, O. erythrorhachis, O. everetti, O. forbesi, O. formosanus, O. hamptoni, O. inornatus, O. jintakunei, O. joynsoni, O. juglandifer, O. kunmingensis, O. lacroixi, O. lungshenensis, O. macrurus, O. maculatus (pjegavi Oligodon), O. mcdougalli, O. melaneus, O. melanozonatus, O. meyerinkii, O. modestum, O. mouhoti, O. multizonatus, O. nikhili, O. ningshaanensis, O. ocellatus, O. octolineatus, O. ornatus, O. perkinsi, O. petronellae, O. planiceps, O. praefrontalis, O. pulcherrimus, O. purpurascens, O. rhombifer, O. semicinctus, O. signatus, O. splendidus, O. subcarinatus, O. sublineatus, O. taeniatus (prugasti Oligodon), O. taeniolatus, O. templetoni, O. theobaldi, O. torquatus, O. travancoricus, O. trilineatus, O. unicolor, O. venustus, O. vertebralis, O. waandersi, O. woodmasoni

- rod Opheodrys

- vrste: O. aestivus, O. vernalis (glatki Opheodrys)

- rod Oreophis

- vrste: O. porphyraceus

- rod Orthriophis

- vrste: O. cantoris, O. moellendorffi, O. hodgsonii, O. taeniurus

- rod Oxybelis

- vrste: O. aeneus, O. brevirostris, O. fulgidus, O. wilsoni

- rod Pantherophis

- vrste: P. bairdi, P. guttatus, P. obsoletus, P. vulpinus

- rod Philothamnus

- vrste: P. angolensis (Angolski Philothamnus), P. battersbyi, P. bequaerti, P. carinatus, P. dorsalis, P. girardi, P. heterodermus, P. heterolepidotus, P. hoplogaster, P. hughesi, P. irregularis, P. macrops, P. natalensis, P. nitidus, P. ornatus, P. punctatus, P. semivariegatus (pjegavi Philothamnus), P. thomensis

- rod Pseudelaphe

- vrste: P. flavirufa

- rod Phyllorhynchus

- vrste: P. browni, P. decurtatus

- rod Pituophis

- vrste: P. catenifer, P. deppei (Meksički Pituophis), P. lineaticollis, P. melanoleucus, P. ruthveni

- rod Prosymna

- vrste: P. ambigua, P. angolensis (Angolska Prosymna), P. bivittata, P. frontalis, P. janii, P. meleagris, P. ornatissima, P. pitmani, P. ruspolii, P. semifasciata, P. somalica (Somalijska Prosymna), P. sundevalli, P. visseri

- rod Pseudocyclophis

- vrste: P. persicus

- rod Pseudoficimia

- vrste: P. frontalis

- rod Pseustes

- vrste: P. cinnamomeus, P. poecilonotus, P. sexcarinatus, P. shropshirei, P. sulphureus

- rod Ptyas

- vrste: P. carinatus, P. dhumnades, P. dipsas, P. fuscus, P. korros (Indomalajski Ptyas), P. luzonensis, P. mucosus, P. nigromarginatus

- rod: Rhamnophis

- vrste: R. aethiopissa, R. batesii

- rod Rhinechis

- vrste: R. scalaris

- rod Rhinobothryum

- vrste: R. bovallii, R. lentiginosum

- rod Rhinocheilus

- vrste: R. lecontei

- rod Rhynchocalamus

- vrste: R. arabicus, R. melanocephalus

- rod Rhynchophis

- vrste: R. boulengeri

- rod Salvadora

- vrste: S. bairdi, S. deserticola, S. grahamiae, S. hexalepis, S. intermedia, S. lemniscata, S. mexicana

- rod Scaphiodontophis

- vrste: S. annulatus, S. venustissimus

- rod Scolecophis

- vrste: S. atrocinctus

- rod Senticolis

- vrste: S. triaspis

- rod Sibynophis

- vrste: S. bistrigatus, S. bivittatus, S. chinensis (Kineski Sibynophis), S. collaris, S. geminatus (Indonezijski Sibynophis), S. melanocephalus (crnoglavi Sibynophis), S. sagittarius, S. subpunctatus, S. triangularis

- rod Simophis

- vrste: S. rhinostoma, S. rohdei

- rod Sonora

- vrste: S. aemula, S. michoacanensis, S. semiannulata

- rod Spalerosophis

- vrste: S. arenarius, S. diadema, S. dolichospilus, S. josephscorteccii, S. microlepis

- rod Spilotes

- vrste: S. pullatus

- rod Stegonotus

- vrste: S. batjanensis, S. borneensis, S. cucullatus, S. diehli, S. dumerilii, S. florensis, S. guentheri, S. heterurus, S. modestus, S. parvus

- rod Stenorrhina

- vrste: S. degenhardtii, S. freminvillei

- rod Stilosoma

- vrste: S. extenuatum

- rod Symphimus

- vrste: S. leucostomus, S. mayae

- rod Sympholis

- vrste: S. lippiens

- rod Tantilla

- vrste: T. albiceps, T. alticola, T. andinista, T. armillata, T. atriceps (Meksička crnoglava Tantilla), T. bairdi, T. bocourti, T. boipiranga, T. brevicauda, T. briggsi, T. calamarina, T. capistrata, T. cascadae, T. coronadoi, T. coronata, T. cucullata, T. cuesta, T. cuniculator, T. deppei, T. deviatrix, T. equatoriana, T. flavilineata, T. fraseri, T. gracilis, T. hobartsmithi, T. impensa, T. insulamontana, T. jani, T. johnsoni, T. lempira, T. longifrontalis, T. melanocephala (obična crnoglava Tantilla), T. mexicana, T. miyatai, T. moesta, T. nigra, T. nigriceps, T. oaxacae, T. oolitica, T. petersi, T. planiceps, T. relicta, T. reticulata, T. robusta, T. rubra, T. schistosa, T. semicincta, T. sertula, T. shawi, T. slavensi, T. striata, T. supracincta, T. taeniata, T. tayrae, T. tecta, T. trilineata, T. triseriata, T. tritaeniata, T. vermiformis, T. vulcani, T. wilcoxi, T. yaquia

- rod Tantillita

- vrste: T. brevissima, T. canula, T. lintoni

- rod Telescopus

- vrste: T. beetzi, T. dhara, T. fallax, T. gezirae, T. hoogstraali, T. nigriceps, T. obtusus, T. pulcher, T. rhinopoma, T. semiannulatus, T. tessellatus, T. variegatus

- rod Thelotornis

- vrste: T. capensis, T. kirtlandii, T. usambaricus

- rod Thrasops

- vrste: T. flavigularis, T. jacksonii, T. occidentalis

- rod Trimorphodon

- vrste: T. biscutatus, T. tau

- rod Xenelaphis

- vrste: X. ellipsifer, X. hexagonotus (Indomalaysische Rattennatter)

- rod Zamenis

- vrste: Z. hohenackeri (Transkavkaski Zamenis), Z. longissimus (Eskulapova zmija), Z. lineatus, Z. situla, Z. persicus (Perzijski zamenis)

- rod Zaocys

## Potporodica Psammophiinae
- rod Hemirhagerrhis

- vrste: H. hildebrandtii, Hemirhagerrhis kelleri, H. nototaenia, H. viperina

- rod Malpolon

- vrste: Malpolon moilensis, Malpolon monspessulanus

- rod Mimophis

- vrste: Mimophis mahfalensis

- rod Psammophis

- vrste P. aegyptius, P. angolensis, P. ansorgii, P. biseriatus, P. condanarus, P. crucifer, P. elegans, P. jallae, P. leightoni, P. leithii, P. lineolatus, P. longifrons, P. notostictus, P. phillipsi, P. pulcher, P. punctulatus, P. rukwae, P. schokari, P. sibilans, P. subtaeniatus, P. tanganicus, P. trigrammus

- rod Psammophylax

- vrste: P. rhombeatus, P. tritaeniatus, P. variabilis

- rod Rhamphiophis

- vrste: R. acutus, R. maradiensis, R. oxyrhynchus, R. rubropunctatus

## Potporodica Natricinae
- rod Adelophis

- vrste: A. copei, A. foxi

- rod Afronatrix

- vrste: A. anoscopus

- rod Amphiesma

- vrste: A. atemporale, A. beddomei, A. bitaeniatum, A. boulengeri, A. celebicum, A. concelarum, A. craspedogaster, A. deschauenseei, A. flavifrons, A. frenatum, A. groundwateri, A. inas, A. ishigakiense, A. johannis, A. khasiense, A. metusium, A. miyajimae, A. modestum, A. monticola, A. nicobariense, A. octolineatum, A. optatum, A. parallelum, A. pealii, A. petersii, A. platyceps, A. popei, A. pryeri, A. sanguinea, A. sarasinorum, A. sarawacense, A. sauteri, A. sieboldii, A. stolatum, A. venningi, A. vibakari, A. viperinum, A. xenura

- rod Amphiesmoides

- vrste: A. ornaticeps

- rod Anoplohydrus

- vrste: A. aemulans

- rod Aspidura

- vrste: A. brachyorrhos, A. copei, A. deraniyagalae, A. drummondhayi, A. guentheri, A. trachyprocta

- rod Atretium

- vrste: A. schistosum, A. yunnanensis

- rod Balanophis

- vrste: B. ceylonensis

- rod Clonophis

- vrste: C. kirtlandii

- rod Hologerrhum

- vrste: H. dermali, H. philippinum

- rod Hydrablabes

- vrste: H. periops, H. praefrontalis

- rod Hydraethiops

- vrste: H. laevis, H. melanogaster

- rod Iguanognathus

- vrste: I. werneri

- rod Macropisthodon

- vrste: M. flaviceps, M. plumbicolor, M. rhodomelas, M. rudis

- rod Natrix

- vrste: N. flavifrons, N. maura, N. megalocephala,Natrix natrix, N. tessellata

- podvrsta: Natrix natrix helvetica

- rod Nerodia

- vrste: N. clarkii, N. cyclopion, N. erythrogaster, N. fasciata, N. floridana, N. harteri, N. paucimaculata, N. rhombifer, N. sipedon, N. taxispilota

- red Opisthotropis

- vrste: O. alcalai, O. andersonii, O. balteatus, O. boonsongi, O. daovantieni, O. guangxiensis, O. jacobi, O. kikuzatoi, O. kuatunensis, O. lateralis, O. latouchii, O. maxwelli, O. premaxillaris, O. rugosa, O. spenceri, O. typica

- rod Parahelicops

- Arten: P. annamensis

- rod Pararhabdophis

- vrste: P. chapaensis

- rod Regina

- vrste: R. alleni, R. grahami, R. rigida, R. septemvittata

- rod Rhabdophis

- vrste: R. adleri, R. angeli, R. auriculata, R. barbouri, R. callichroma, R. chrysargoides, R. chrysargos, R. conspicillatus, R. himalayanus, R. leonardi, R. lineatus, R. murudensis, R. nigrocinctus, R. nuchalis, R. spilogaster, R. subminiatus, R. swinhonis, R. tigrinus

- rod Seminatrix

- vrste: S. pygaea

- rod Sinonatrix

- vrste: S. aequifasciata, S. annularis, S. percarinata, S. yunnanensis

- rod Storeria

- vrste: S. dekayi, S. hidalgoensis, S. occipitomaculata, S. storerioides

- rod Thamnophis

- vrste: T. angustirostris, T. atratus, T. brachystoma, T. butleri, T. chrysocephalus, T. couchii, T. cyrtopsis, T. elegans, T. eques, T. exsul, T. fulvus, T. gigas, T. godmani, T. hammondii, T. marcianus, T. melanogaster, T. mendax, T. ordinoides, T. proximus,T. radix, T. rossmani, T. rufipunctatus, T. sauritus, T. scalaris, T. scaliger, T. sirtalis, T. sumichrasti, T. valida

- rod Tropidoclonion

- vrste: T. lineatum

- rod Tropidonophis

- vrste: T. aenigmaticus, T. dahlii, T. dendrophiops, T. doriae, T. elongatus, T. halmahericus, T. hypomelas, T. mairii, T. mcdowelli, T. montanus, T. multiscutellatus, T. negrosensis, T. novaeguineae, T. parkeri, T. picturatus, T. punctiventris, T. statistictus, T. truncatus

- rod Virginia

- vrste: V. pulchra, V. striatula, V. valeriae

- rod Amplorhinus

- vrste: A. multimaculatus

- rod Limnophis

- vrste: L. bicolor

- rod Natriciteres

- vrste: N. fuliginoides, N. olivacea, N. variegata

- rod Psammodynastes

- vrste: P. pictus, P. pulverulentus

- rod Xenochrophis

- vrste: X. asperrimus, X. bellula, X. cerasogaster, X. flavipunctatus, X. maculatus, X. piscator, X. punctulatus, X. sanctijohannis, X. trianguligerus, X. vittatus

## Potporodica Pseudoxenodontinae
- rod Plagiopholis

- vrste: P. blakewayi, P. delacouri, P. nuchalis, P. styani, P. unipostocularis

- rod Pseudoxenodon

- vrste: P. bambusicola, P. baramensis, P. inornatus, P. karlschmidti, P. macrops, P. stejnegeri

## Potporodica Dipsadinae
- rod Adelphicos

- vrste: A. daryi, A. ibarrorum, A. latifasciatus, A. nigrilatum, A. quadrivirgatus, A. veraepacis

- rod Amastridium

- vrste: A. veliferum

- rod Atractus

- vrste: A. albuquerquei, A. alphonsehogei, A. andinus, A. arangoi, A. badius, A. balzani, A. biseriatus, A. bocki, A. bocourti, A. boettgeri, A. boulengerii, A. canedii, A. carrioni, A. clarki, A. collaris, A. crassicaudatus, A. darienensis, A. depressiocellus, A. duidensis, A. dunni, A. ecuadorensis, A. elaps, A. emigdioi, A. emmeli, A. erythromelas, A. favae, A. flammigerus, A. fuliginosus, A. gaigeae, A. guentheri, A. hostilitractus, A. imperfectus, A. indistinctus, A. insipidus, A. iridescens, A. lancinii, A. lasallei, A. latifrons, A. lehmanni, A. limitaneus, A. loveridgei, A. maculatus, A. major, A. manizalesensis, A. mariselae, A. melanogaster, A. melas, A. micheli, A. microrhynchus, A. modestus, A. multicinctus, A. nebularis, A. nicefori, A. nigricaudus, A. nigriventris, A. obesus, A. obtusirostris, A. occidentalis, A. occipitoalbus, A. oculotemporalis, A. pamplonensis, A. pantostictus, A. paravertebralis, A. paucidens, A. pauciscutatus, A. peruvianus, A. poeppigi, A. potschi, A. punctiventris, A. resplendens, A. reticulatus, A. riveroi, A. roulei, A. sanctaemartae, A. sanguineus, A. schach, A. serranus, A. snethlageae, A. steyermarki, A. subbicinctum, A. taeniatus, A. taphorni, A. torquatus, A. trihedrurus, A. trilineatus, A. trivittatus, A. turikensis, A. univittatus, A. variegatus, A. ventrimaculatus, A. vertebralis, A. vertebrolineatus, A. vittatus, A. wagleri, A. werneri, A. zidoki

- rod Chersodromus

- vrste: C. liebmanni, C. rubriventris

- rod Coniophanes

- vrste: C. alvarezi, C. andresensis, C. bipunctatus, C. dromiciformis, C. fissidens, C. imperialis, C. joanae, C. lateritius, C. longinquus, C. meridanus, C. piceivittis, C. quinquevittatus, C. schmidti

- rod Cryophis

- vrste: C. hallbergi

- rod Dipsas

- vrste: D. albifrons, D. andiana, D. articulata, D. bicolor, D. boettgeri, D. brevifacies, D. catesbyi, D. chaparensis, D. copei, D. gaigeae, D. gracilis, D. incerta, D. indica, D. infrenalis, D. latifasciata, D. latifrontalis, D. maxillaris, D. neivai, D. nicholsi, D. oreas, D. pavonina, D. perijanensis, D. peruana, D. polylepis, D. pratti, D. sanctijoannis, D. schunkii, D. temporalis, D. tenuissima, D. variegata, D. vermiculata, D. viguieri

- rod Eridiphas

- vrste: E. slevini

- rod Geophis

- vrste: G. anocularis, G. bellus, G. betaniensis, G. bicolor, G. blanchardi, G. brachycephalus, G. cancellatus, G. carinosus, G. chalybeus, G. championi, G. damiani, G. downsi, G. dubius, G. duellmani, G. dugesii, G. dunni, G. fulvoguttatus, G. godmani, G. hoffmanni, G. immaculatus, G. incomptus, G. isthmicus, G. juarezi, G. juliai, G. laticinctus, G. laticollaris, G. latifrontalis, G. maculiferus, G. mutitorques, G. nasalis, G. nigrocinctus, G. omiltemanus, G. petersii, G. pyburni, G. rhodogaster, G. russatus, G. ruthveni, G. sallaei, G. semidoliatus, G. sieboldi, G. talamancae, G. tarascae, G. zeledoni

- rod Hypsiglena

- vrste: H. tanzeri, H. torquata

- rod Imantodes

- vrste: I. cenchoa, I. gemmistratus, I. inornatus, I. lentiferus, I. phantasma, I. tenuissimus

- rod Leptodeira

- vrste: L. annulata, L. bakeri, L. frenata, L. maculata, L. nigrofasciata, L. punctata, L. rubricata, L. septentrionalis, L. splendida

- rod Ninia

- Arten: N. atrata, N. celata, N. diademata, N. espinali, N. hudsoni, N. maculata, N. pavimentata, N. psephota, N. sebae

- rod Pliocercus

- vrste: P. euryzonus, P. wilmarai

- rod Pseudoleptodeira

- vrste: P. latifasciata, P. uribei

- rod Rhadinaea

- vrste: R. anachoreta, R. bogertorum, R. calligaster, R. cuneata, R. decorata, R. flavilata, R. forbesi, R. fulvivittis, R. gaigeae, R. godmani, R. hannsteini, R. hempsteadae, R. hesperia, R. kanalchutchan, R. kinkelini, R. lachrymans, R. laureata, R. macdougalli, R. marcellae, R. montana, R. montecristi, R. myersi, R. omiltemana, R. pilonaorum, R. posadasi, R. pulveriventris, R. quinquelineata, R. rogerromani, R. sargenti, R. schistosa, R. serperastra, R. stadelmani, R. taeniata, R. tolpanorum, R. vermiculaticeps

- rod Sibon

- vrste: S. annulata, S. annulifera, S. anthracops, S. argus, S. carri, S. dimidiatus, S. dunni, S. fischeri, S. linearis, S. longifrenis, S. nebulatus, S. sanniola, S. sartorii

- rod Sibynomorphus

- vrste: S. inaequifasciatus, S. lavillai, S. mikanii, S. neuwiedi, S. oligozonatus, S. oneilli, S. petersi, S. turgidus, S. vagrans, S. vagus, S. ventrimaculatus, S. williamsi

- rod Tretanorhinus

- vrste: T. mocquardi, T. nigroluteus, T. taeniatus, T. variabilis

- rod Trimetopon

- vrste: T. barbouri, T. gracile, T. pliolepis, T. simile, T. slevini, T. viquezi

- rod Tropidodipsas

- vrste: T. fasciata, T. philippii, T. zweifeli

- rod Urotheca

- vrsta: U. decipiens, U. dumerilli, U. elapoides, U. fulviceps, U. guentheri, U. lateristriga, U. multilineata, U. myersi, U. pachyura

- rod Calamodontophis

- vrste: C. paucidens

- rod Carphophis

- vrste: C. amoenus, C. vermis

- rod Contia

- vrste: C. tenuis

- rod Crisantophis

- vrste: C. nevermanni

- rod Diadophis

- vrste: D. punctatus

- rod Diaphorolepis

- vrste: D. laevis, D. wagneri

- rod Echinanthera

- vrste: E. affinis, E. amoena, E. bilineata, E. brevirostris, E. cephalomaculata, E. cephalostriata, E. cyanopleura, E. melanostigma, E. occipitalis, E. persimilis, E. poecilopogon, E. undulata

- rod Emmochliophis

- vrste: E. fugleri, E. miops

- rod Enuliophis

- vrste: E. sclateri

- rod Enulius

- vrste: E. bifoveatus, E. flavitorques, E. oligostichus, E. roatanensis

- rod Gomesophis

- vrste: G. brasiliensis

- rod Hydromorphus

- vrste: H. concolor, H. dunni

- rod Nothopsis

- vrste: N. rugosus

- rod Pseudotomodon

- vrste: P. trigonatus

- rod Ptychophis

- vrste: P. flavovirgatus

- rod Rhadinophanes

- vrste: R. monticola

- rod Synophis

- vrste: S. bicolor, S. calamitus, S. lasallei, S. plectovertebralis

- rod Tachymenis

- vrste: T. affinis, T. attenuata, T. chilensis, T. elongata, T. peruviana, T. surinamensis, T. tarmensis

- rod Taeniophallus

- vrste: T. nicagus

- rod Tantalophis

- vrste: T. discolor

- rod Thamnodynastes

- vrste: T. almae, T. chaquensis, T. chimanta, T. corocoroensis, T. duida, T. gambotensis, T. hypoconia, T. longicaudus, T. marahuaquensis, T. pallidus, T. rutilus, T. strigatus, T. yavi

- rod Tomodon

- vrste: T. degener, T. dorsatus, T. ocellatus

- rod Xenopholis

- vrste: X. scalaris, X. undulatus

## Potporodica Xenodontinae
- rod Alsophis

- vrste: A. anomalus, A. antiguae, A. antillensis, A. ater, A. biserialis, A. cantherigerus, A. elegans, A. melanichnus, A. portoricensis, A. rijersmai, A. rufiventris, A. sanctaecrucis, A. vudii

- rod Antillophis

- vrste: A. andreae, A. parvifrons

- rod Apostolepis

- vrste: A. ambinigra, A. arenaria, A. assimilis, A. breviceps, A. cearensis, A. coronata, A. dimidiata, A. dorbignyi, A. flavotorquata, A. gaboi, A. goiasensis, A. intermedia, A. longicaudata, A. multicincta, A. niceforoi, A. nigroterminata, A. phillipsi, A. polylepis, A. pymi, A. quinquelineata, A. quirogai, A. sanctaeritae, A. tenuis, A. vittata

- rod Arrhyton

- vrste: A. ainictum, A. callilaemum, A. dolichura, A. exiguum, A. funereum, A. landoi, A. polylepis, A. procerum, A. redimitum, A. supernum, A. taeniatum, A. tanyplectum, A. vittatum

- rod Boiruna

- vrste: B. sertaneja

- rod Clelia

- vrste: C. bicolor, C. clelia, C. equatoriana, C. errabunda, C. hussami, C. montana, C. quimi, C. rustica, C. scytalina

- rod Conophis

- vrste: C. lineatus, C. morai, C. pulcher, C. vittatus

- rod Darlingtonia

- vrste: D. haetiana

- rod Ditaxodon

- vrste: D. taeniatus

- rod Drepanoides

- vrste: D. anomalus

- rod Elapomorphus

- vrste: E. lemniscatus, E. lepidus, E. quinquelineatus, E. spegazzinii, E. wuchereri

- rod Erythrolamprus

- vrste: E. aesculapii, E. bizonus, E. guentheri, E. mimus, E. ocellatus, E. pseudocorallus

- rod Farancia

- vrste: F. abacura, F. erytrogramma

- rod Helicops

- vrste: H. angulatus, H. carinicaudus, H. danieli, H. gomesi, H. hagmanni, H. hogei, H. infrataeniatus, H. leopardinus, H. modestus, H. pastazae, H. petersi, H. polylepis, H. scalaris, H. trivittatus, H. yacu

- rod Heterodon

- vrste: H. nasicus, H. platirhinos, H. simus

- rod Hydrodynastes

- vrste: H. bicinctus, H. gigas

- rod Hydrops

- vrste: H. martii, H. triangularis

- rod Hypsirhynchus

- vrste: H. ferox

- rod Ialtris

- vrste: I. agyrtes, I. dorsalis, I. parishi

- rod Liophis

- vrste: L. albiceps, L. almadensis, L. amarali, L. andinus, L. angustilineatus, L. anomalus, L. atraventer, L. boursieri, L. breviceps, L. carajasensis, L. ceii, L. cobellus, L. cursor, L. dilepis, L. elegantissimus, L. epinephelus, L. festae, L. flavifrenatus, L. frenatus, L. guentheri, L. jaegeri, L. janaleeae, L. juliae, L. leucogaster, L. lineatus, L. longiventris, L. maryellenae, L. melanauchen, L. melanotus, L. meridionalis, L. miliaris, L. ornatus, L. paucidens, L. perfuscus, L. poecilogyrus, L. problematicus, L. reginae, L. sagittifer, L. steinbachi, L. subocularis, L. tachymenoides, L. taeniurus, L. torrenicolus, L. triscalis, L. tristriatus, L. typhlus, L. vanzolinii, L. viridis, L. vitti, L. williamsi

- rod Lystrophis

- vrste: L. dorbignyi, L. histricus, L. matogrossensis, L. pulcher, L. semicinctus

- rod Manolepis

- vrste: M. putnami

- rod Oxyrhopus

- vrste: O. clathratus, O. doliatus, O. fitzingeri, O. formosus, O. guibei, O. leucomelas, O. marcapatae, O. melanogenys, O. occipitalis, O. petola, O. rhombifer, O. trigeminus, O. venezuelanus

- rod Phalotris

- vrste: P. bilineatus, P. concolor, P. cuyanus, P. lativittatus, P. mertensi, P. multipunctatus, P. nasutus, P. nigrilatus, P. punctatus, P. tricolor

- rod Philodryas

- vrste: P. aestiva, P. arnaldoi, P. baroni, P. boliviana, P. chamissonis, P. cordata, P. hoodensis, P. inca, P. laticeps, P. livida, P. mattogrossensis, P. nattereri, P. olfersii, P. oligolepis, P. patagoniensis, P. psammophidea, P. simonsii, P. tachymenoides, P. trilineata, P. varia, P. viridissima

- rod Phimophis

- vrste: P. chui, P. guerini, P. guianensis, P. iglesiasi, P. scriptorcibatus, P. vittatus

- rod Pseudablabes

- vrste: P. agassizii

- rod Pseudoboa

- vrste: P. coronata, P. haasi, P. neuwiedii, P. nigra, P. serrana

- rod Pseudoeryx

- vrste: P. plicatilis

- rod Psomophis

- vrste: P. genimaculatus, P. joberti, P. obtusus

- rod Rhachidelus
- rod Saphenophis

- vrste: S. antioquiensis, S. atahuallpae, S. sneiderni

- rod Siphlophis

- vrste: S. cervinus, S. leucocephalus, S. longicaudatus, S. pulcher, S. worontzowi

- rod Tropidodryas

- vrste: T. serra, T. striaticeps

- rod Umbrivaga

- vrste: U. mertensi, U. pyburni, U. pygmaea

- rod Uromacer

- vrste: U. catesbyi, U. frenatus, U. oxyrhynchus

- rod Uromacerina

- vrste: U. ricardinii

- rod Waglerophis

- vrste: W. merremi

- rod Xenodon

- vrste: X. guentheri, X. neuwiedii, X. rabdocephalus, X. severus, X. werneri

- rod Xenoxybelis

- vrste: X. argenteus

- rod Cercophis

- vrste: C. auratus

- rod Lioheterophis

- vrste: L. iheringi

- rod Sordellina

- vrste: S. punctata

## Porodica guje ili otrovni guževi (Elapidae)
- rod Aspidelaps

- vrste: A. lubricus, A. scutatus

- rod Boulengerina

- vrste: B. annulata, B. christyi

- rod Bungarus

- vrste: B. andamanensis, B. bungaroides, B. caeruleus, B. candidus, B. ceylonicus, B. fasciatus, B. flaviceps, B. lividus, B. magnimaculatus, B. multicinctus, B. niger, B. sindanus

- rod Calliophis

- vrste: C. beddomei, C. bibroni, C. bivirgata, C. calligaster, C. gracilis, C. intestinalis, C. kelloggi, C. macclellandi, C. maculiceps, C. melanurus, C. nigrescens

- rod mambe Dendroaspis

- vrste: D. angusticeps (obična mamba), D. jamesoni, D. polylepis (crna mamba), D. viridis (zelena mamba)

- rod Elapsoidea

- vrste: E. broadleyi, E. chelazzii, E. guentherii, E. laticincta, E. loveridgei, E. nigra, E. semiannulata, E. sundevallii, E. trapei

- rod Hemachatus

- vrste: H. haemachatus

- rod Hemibungarus

- vrste: H. hatori, H. japonicus, H. sauteri

- rod Homoroselaps

- vrste: H. dorsalis, H. lacteus

- rod Micruroides

- vrste: M. euryxanthus

- rod Micrurus

- vrste: M. alleni, M. altirostris, M. ancoralis, M. annellatus, M. averyi, M. bernadi, M. bocourti, M. bogerti, M. browni, M. catamayensis, M. clarki, M. collaris, M. corallinus, M. decoratus, M. diana, M. diastema, M. dissoleucus, M. distans, M. dumerilii, M. elegans, M. ephippifer, M. filiformis, M. frontalis, M. frontifasciatus, M. fulvius, M. hemprichii, M. hippocrepis, M. ibiboboca, M. isozonus, M. langsdorffi, M. laticollaris, M. latifasciatus, M. lemniscatus, M. limbatus, M. margaritiferus, M. medemi, M. mertensi, M. mipartitus, M. multifasciatus, M. multiscutatus, M. narduccii, M. nebularis, M. nigrocinctus, M. pacaraimae, M. pachecogili, M. paraensis, M. peruvianus, M. petersi, M. proximans, M. psyches, M. putumayensis, M. pyrrhocryptus, M. remotus, M. ruatanus, M. sangilensis, M. scutiventris, M. spixii, M. spurelli, M. steindachneri, M. stewarti, M. stuarti, M. surinamensis, M. tener, M. tricolor, M. tschudii

- rod kobre Naja

- vrste: N. annulifera, N. atrakineska kobra), N. haje, Egipatska kobra, N. kaouthia, N. katiensis, N. mandalayensis, N. melanoleuca (crnobijela kobra), N. mossambica (Mozambička kobra), N. naja(južnoazijska kobra,  naočarka), N. nigricollis, N. nivea, N. nubiae, N. oxiana (srednjeazijska kobra), N. pallida, N. philippinensis (filipinska kobra), N. sagittifera, N. samarensis, N. siamensis (sijamska kobra), N. sputatrix (Indonezijska kobra), N. sumatrana

- rod kraljevske kobre Ophiophagus

- vrste: O. hannah

- rod Paranaja

- vrste: P. multifasciata

- rod šumske kobre Pseudohaje

- vrste: P. goldii, P. nigra (crna šumska kobra)

- rod pustinjske kobre Walterinnesia

- vrste: W. aegyptia (Egipatska pustinjska kobra)

## Porodica pomorčice ili morske zmije (Hydrophiidae)
Trenutno je sporno da li morske zmije čine jednu jedinstvenu samostalnu porodicu guja ili ih na temelju morfoloških podudarnosti treba svrstati u porodicu otrovnih guževa. 
- rod Acalyptophis

- vrste: A. peronii

- rod Todesottern Acanthophis

- vrste: A. antarcticus, A. barnetti, A. crotalusei, A. cummingi, A. hawkei, A. praelongus, A. pyrrhus, A. wellsei, A. woolfi

- rod Aipysurus

- vrste: A. apraefrontalis, A. duboisii, A. eydouxii, A. foliosquama, A. fuscus, A. laevis (smeđa morska zmija), A. pooleorum, A. tenuis

- rod Novogvinejske koraljne zmije Aspidomorphus

- vrste: A. lineaticollis, A. muelleri, A. schlegeli

- rod Astrotia

- vrste: A. stokesii

- rod Austrelaps

- vrste: A. labialis, A. ramsayi, A. superbus

- rod Cacophis

- vrste: C. churchilli, C. harriettae, C. krefftii, C. squamulosus

- rod Denisonia

- vrste: D. devisi, D. maculata

- rod Australske smeđe zmije Demansia

- vrste: D. atra, D. calodera, D. olivacea, D. papuensis, D. psammophis, D. rufescens, D. simplex, D. torquata

- rod Disteira

- vrste: D. kingii, D. major, D. nigrocincta, D. walli

- rod Drysdalia

- vrste: D. coronoides, D. mastersii, D. rhodogaster

- rod  Echiopsis

- vrste: E. atriceps, E. curta

- rod Elapognathus

- vrste: E. coronata, E. minor (mala smeđa zmija)

- rod Emydocephalus

- vrste: E. annulatus, E. ijimae

- rod Enhydrina

- vrste: E. schistosa, E. zweifeli

- rod Ephalophis

- vrste: E. greyae

- rod Furina

- vrste: F. barnardi, F. diadema, F. dunmalli, F. ornata, F. tristis

- rod Hemiaspis

- vrste: H. damelii, H. signata

- rod Hoplocephalus

- vrste: H. bitorquatus, H. bungaroides, H. stephensii

- rod Hydrelaps

- vrste: H. darwiniensis

- rod Hydrophis

- vrste: H. atriceps, H. belcheri, H. bituberculatus, H. brooki, H. caerulescens, H. coggeri, H. cyanocinctus, H. czeblukovi, H. elegans, H. fasciatus, H. inornatus, H. klossi, H. laboutei, H. lamberti, H. lapemoides, H. mamillaris, H. mcdowelli, H. melanocephalus, H. melanosoma, H. obscurus, H. ornatus, H. pacificus, H. parviceps, H. semperi, H. sibauensis, H. spiralis, H. stricticollis, H. torquatus, H. vorisi

- rod Kerilia

- vrste: K. jerdonii

- rod Kolpophis

- vrste: K. annandalei

- rod Lapemis

- vrste: L. curtus, L. hardwickii

- rod Laticauda

- vrste: L. colubrina, L. crockeri, L. laticaudata, L. schistorhynchus, L. semifasciata

- rod Loveridgelaps

- vrste: L. elapoides

- rod Micropechis

- vrste: M. ikaheka

- rod Notechis

- vrste: N. ater, N. scutatus

- rod Ogmodon

- vrste: O. vitianus

- rod tajpani Oxyuranus

- vrste: O. microlepidotus (kopneni tajpan), O. scutellatus (tajpan)

- rod Pailsus

- vrste: P. pailsei

- rod Parahydrophis

- vrste: P. mertoni

- rod Parapistocalamus

- vrste: P. hedigeri

- rod Pelamis

- vrste: P. platura

- rod Pseudechis

- vrste: P. australis, P. butleri, P. colletti, P. guttatus, P. papuanus, P. porphyriacus

- rod Pseudonaja

- vrste: P. affinis, P. guttata, P. inframacula, P. ingrami, P. modesta, P. nuchalis, P. textilis

- rod Rhinoplocephalus

- vrste: R. bicolor, R. boschmai, R. incredibilis, R. nigrescens, R. nigrostriatus, R. pallidiceps

- rod Salomonelaps

- vrste: S. par

- rod Simoselaps

- vrste: S. anomalus, S. approximans, S. australis, S. bertholdi, S. bimaculatus, S. calonotus, S. fasciolatus, S. incinctus, S. littoralis, S. minimus, S. morrisi, S. roperi, S. semifasciatus, S. warro

- rod Suta

- vrste: S. dwyeri, S. fasciata, S. flagellum, S. gouldii, S. monachus, S. nigriceps, S. ordensis, S. punctata, S. spectabilis, S. suta

- rod Thalassophina

- vrste: T. viperina

- rod Thalassophis

- vrste: T. anomalus

- rod Toxicocalamus

- vrste: T. buergersi, T. grandis, T. holopelturus, T. longissimus, T. loriae, T. misimae, T. preussi, T. spilolepidotus, T. stanleyanus

- rod Tropidechis

- vrste: T. carinatus

- rod Vermicella

- vrste: V. annulata, V. intermedia, V. multifasciata, V. snelli, V. vermiformis

## Porodica ljutice (Viperidae)

### PotporodicaCrotalinae
- rod Agkistrodon

- vrste: A. bilineatus, A. contortrix, A. piscivorus, A. taylori

- rod Atropoides

- vrste: A. nummifer, A. olmec, A. picadoi

- rod Bothriechis

- vrste: B. aurifer, B. bicolor, B. lateralis, B. marchi, B. nigroviridis, B. rowleyi, B. schlegelii, B. thalassinus

- rod Bothriopsis

- vrste: B. bilineata, B. medusa, B. oligolepis, B. peruviana, B. pulchra, B. punctata, B. taeniata

- rod Bothrocophias

- vrste: B. campbelli, B. hyoprora, B. microphthalmus, B. myersi

- rod Bothrops

- vrste: B. alcatraz, B. alternatus, B. ammodytoides, B. andianus, B. asper, B. atrox, B. barnetti, B. brazili, B. caribbaeus, B. colombianus, B. colombiensis, B. cotiara, B. erythromelas, B. fonsecai, B. iglesiasi, B. insularis, B. itapetiningae, B. jararaca, B. jararacussu, B. jonathani, B. lanceolatus, B. leucurus, B. lojanus, B. marajoensis, B. moojeni, B. muriciensis, B. neuwiedi, B. pictus, B. pirajai, B. sanctaecrucis, B. venezuelensis

- rod Calloselasma

- vrste: C. rhodostoma

- rod Cerrophidion

- vrste: C. barbouri, C. godmani, C. petlalcalensis, C. tzotzilorum

- rod čegrtuše Crotalus

- vrste: C. adamanteus (dijamantna čegrtuša), C. aquilus, C. atrox (teksaška čegrtuša), C. basiliscus (bazilisk čegrtuša), C. catalinensis (Santa Catalina čegrtuša), C. cerastes, C. durissus, C. enyo, C. exsul, C. horridus (šumska čegrtuša), C. intermedius, C. lannomi, C. lepidus (čegrtuša kamenjarka), C. mitchelli (pjegava čegrtuša), C. molossus (crnoglava čegrtuša), C. polystictus, C. pricei, C. pusillus, C. ruber, C. scutulatus (Mohave čegrtuša), C. stejnegeri, C. tigris (tigrasta čegrtuša), C. tortugensis, C. transversus, C. triseriatus, C. unicolor, C. vegrandis, C. viridis (prerijska čegrtuša), C. willardi

- rod Deinagkistrodon

- vrste: D. acutus

- rod Ermia (Zhaoermia)

- vrste: E. mangshanensis (Z. mangshanensis)

- rod Gloydius

- vrste: G. blomhoffi, G. halys, G. himalayanus, G. intermedius, G. monticola, G. saxatilis, G. shedaoensis, G. strauchi, G. tsushimaensis, G. ussuriensis

- rod Hypnale

- vrste: H. hypnale, H. nepa, H. walli

- rod Lachesis

- vrste: L. melanocephala, L. muta, L. stenophrys

- rod Ophryacus

- vrste: O. melanurus, O. undulatus

- rod Ovophis

- vrste: O. chaseni, O. monticola, O. okinavensis, O. tonkinensis

- rod Porthidium

- vrste: P. dunni, P. hespere, P. lansbergii, P. nasutum, P. ophryomegas, P. volcanicum, P. yucatanicum

- rod Protobothrops

- vrste: P. elegans, P. flavoviridis, P. jerdonii, P. kaulbacki, P. mucrosquamatus, P. strigatus, P. tokarensis

- rod patuljaste čegrtuše Sistrurus

- vrste: S. catenatus, S. miliarius (patuljasta čegrtuša), S. ravus (Meksička patuljasta čegrtuša)

- rod Triceratolepidophis

- vrste: T. sieversorum

- rod Trimeresurus

- vrste: T. albolabris, T. andersonii, T. borneensis, T. brongersmai, T. cantori, T. cornutus, T. erythrurus, T. fasciatus, T. flavomaculatus, T. gracilis, T. gramineus, T. gumprechti, T. hageni, T. kanburiensis, T. karanshahi, T. labialis, T. macrolepis, T. macrops, T. malabaricus, T. malcolmi, T. medoensis, T. popeiorum, T. puniceus, T. purpureomaculatus, T. schultzei, T. stejnegeri, T. sumatranus, T. tibetanus, T. trigonocephalus, T. vogeli, T. xiangchengensis, T. yunnanensis

- rod Tropidolaemus

- vrste: T. huttoni, T. wagleri

### Potporodicaprave ljutice(Viperinae)
- rod Adenorhinos

- vrste: A. barbouri

- rod Atheris

- vrste: A. acuminata, A. broadleyi, A. ceratophora, A. chlorechis, A. desaixi, A. hirsuta, A. hispida, A. katangensis, A. nitschei, A. rungweensis, A. squamigera, A. subocularis

- rod Bitis

- vrste: B. albanica, B. arietans, B. armata, B. atropos, B. caudalis, B. cornuta, B. gabonica, B. heraldica, B. inornata, B. nasicornis, B. parviocula, B. peringueyi, B. rubida, B. schneideri, B. worthingtoni, B. xeropaga

- rod Cerastes

- vrste: C. cerastes, C. gasperettii, C. vipera

- rod Daboia

- vrste: D. russelii

- rod Echis

- vrste: E. carinatus, E. coloratus, E. hughesi, E. jogeri, E. leucogaster, E. megalocephalus, E. ocellatus, E. pyramidum

- rod Eristicophis

- vrste: E. macmahoni

- rod velike ljutice Macrovipera

- vrste: M. deserti (pustinjska velika ljutica), M. lebetina, M. mauritanica, M. schweizeri

- rod Montatheris

- vrste: M. hindii

- rod Proatheris

- vrste: P. superciliaris

- rod Pseudocerastes

- vrste: P. fieldi, P. persicus

- rod obične ili prave ljutice[nedostaje izvor] Vipera

- vrste: V. albizona, V. ammodytes (poskok), V. aspis (talijanska ljutica ), V. barani, V. berus riđovka, V. bornmuelleri, V. darevskii, V. dinniki (zapadnokavkaska ljutica), V. eriwanensis, V. kaznakovi, V. latastei, V. latifii, V. lotievi, V. magnifica, V. monticola, V. nikolskii, V. orlovi, V. palaestinae, V. pontica, V. raddei, V. renardi, V. sachalinensis, V. seoanei, V. transcaucasiana, V. ursinii (ursinijeva ljutica), V. wagneri, V. xanthina

- rod Causus

- vrste: C. bilineatus, C. defilippii, C. lichtensteinii, C. maculatus, C. resimus, C. rhombeatus

### Potporodica Azemiopinae
- rod Azemiops

- vrste: A. feae